# Parque nacional del Archipiélago Marino
El parque nacional del Archipiélago Marino (en sueco, Skärgårdshavets nationalpark, finlandés, Saaristomeren kansallispuisto) es un parque nacional en Finlandia Propia. Fue establecida en 1983 y se extiende por 500 kilómetros cuadrados. 
El parque está formado por aguas de titularidad estatal y tierras en una gran zona de cooperación, excluyendo áreas de fuerzas de defensa. El área de cooperación de los anteriores municipios de Korpo, Nagu y Dragsfjärd al sur de sus principales islas. El parque incluye más de 2.000 islas e islotes. La zona está habitada y parte de la misión del parque es animar las formas tradicionales de vida y preservar la cultura de la zona.
Hay centros de información en Kasnäs en Kimitoön y en Korpoström en Väståboland, a donde se puede llegar en autobús o en coche. Hay conexiones a través de ferry con las islas más grandes habitadas, pero la mayor parte del parque puede alcanzarse sólo en barco.
En su mayor parte se aplica el derecho de libre tránsito por el parque, pero la naturaleza es frágil y tiene que adoptarse especial cuidado, en particular en consideración a los pájaros que anidan.Hay zonas con restricciones especiales. La acampada es una práctica restringidas a zonas predeterminadas.
Forma parte de las reservas de la biosfera de la Unesco desde el año 1994 y recibió el certificado PAN Parks en 2007. La reserva se ha ampliado en el año 2010, de manera que actualmente abarca 5.400 km², de los que 4.580 km² son agua. Proyectos para la biosfera incluyen la administración de pastos de gran valor ecológico y el desarrollo de una forma de vida local que se basaba en valores ecológicos y tradicionales. 